# سوزان والش (ممثلة)
سوزان والش (بالإنجليزية: Susan Walsh)‏ هي ممثلة أمريكية، ولدت في 30 مارس 1948 في بالتيمور في الولايات المتحدة، وتوفيت بنفس المكان في 6 فبراير 2009.

## وصلات خارجية
- سوزان والش على موقع IMDb (الإنجليزية)
- سوزان والش على موقع قاعدة بيانات الفيلم (الإنجليزية)